# Liste der Botschafter der Vereinigten Staaten in Kuba
Die Liste der Botschafter der Vereinigten Staaten in Kuba bietet einen Überblick über die Leiter der US-amerikanischen diplomatischen Vertretung in Kuba seit der Aufnahme diplomatischer Beziehungen 1902 bis heute. Aufgrund der Spannungen im Kalten Krieg gab es von 1961 bis 2015 keinen Botschafter der Vereinigten Staaten in Kuba. Vom 1. September 1977 bis 20. Juli 2015 gab es deshalb im Gebäude der Botschaft in Havanna eine Interessenvertretung. Offiziell übernahm die Schweiz die diplomatische Vertretung für die USA und Kuba im jeweils anderen Land.

## Botschafter
| Amtszeit                                                        | Name                     | Anmerkung |
| --------------------------------------------------------------- | ------------------------ | --------- |
| 1902–1905                                                       | Herbert G. Squiers       |           |
| 1905–1909                                                       | Edwin Vernon Morgan      |           |
| 1909–1911                                                       | John Brinkerhoff Jackson |           |
| 1911–1913                                                       | Arthur M. Beaupre        |           |
| 1913–1919                                                       | William Elliott Gonzales |           |
| 1919–1921                                                       | Boaz Walton Long         |           |
| 1923–1927                                                       | Enoch Crowder            |           |
| 1927–1929                                                       | Noble Brandon Judah      |           |
| 1929–1933                                                       | Harry F. Guggenheim      |           |
| 1933                                                            | Sumner Welles            |           |
| 1934–1937                                                       | Jefferson Caffery        |           |
| 1937–1940                                                       | J. Butler Wright         |           |
| 1940–1942                                                       | George S. Messersmith    |           |
| 1941–1945                                                       | Spruille Braden          |           |
| 1945–1948                                                       | Raymond Henry Norweb     |           |
| 1948–1951                                                       | Robert Butler            |           |
| 1951–1953                                                       | Willard L. Beaulac       |           |
| 1953–1957                                                       | Arthur Gardner           |           |
| 1957–1959                                                       | Earl E. T. Smith         |           |
| 1959–1960                                                       | Philip Bonsal            |           |
| Von 1961 bis Juli 2015 gab es keinen US-Botschafter in Havanna. |                          |           |

## Leiter der Interessenvertretung
| Amtszeit       | Name                 | Anmerkung |
| -------------- | -------------------- | --------- |
| 1977–1979      | Lyle Franklin Lane   |           |
| 1979–1982      | Wayne Smith          |           |
| 1982–1985      | John Arthur Ferch    |           |
| 1985–1987      | Curtis Warren Kamman |           |
| 1987–1990      | John J. Taylor       |           |
| 1990–1993      | Alan H. Flanigan     |           |
| 1993–1996      | Joseph G. Sullivan   |           |
| 1996–1999      | Michael Kozak        |           |
| 1999–2002      | Vicki J. Huddleston  |           |
| 2002–2005      | James Cason          |           |
| 2005–2008      | Michael E. Parmly    |           |
| 2008–2010      | Jonathan D. Farrar   |           |
| 2010–2011      | nicht besetzt        |           |
| 2011–2014      | John Caulfield       |           |
| 2014–Juli 2015 | Jeffrey DeLaurentis  |           |

## Botschafter
| Amtszeit  | Name                 | Anmerkung         |
| --------- | -------------------- | ----------------- |
| 2015–2017 | Jeffrey DeLaurentis  | Geschäftsträger   |
| 2017      | Scott Hamilton       | Geschäftsträger   |
| 2017–2018 | Lawrence J. Gumbiner | Geschäftsträger   |
| 2018      | Philip Goldberg      | Geschäftsträger   |
| 2018–2020 | Mara Tekach          | Geschäftsträgerin |
| 2020–2022 | Timothy Zúñiga Brown | Geschäftsträger   |
| 2022–2024 | Benjamin Ziff        | Geschäftsträger   |
| 2024–     | Mike Hammer          | Geschäftsträger   |